# Castell de Ferran (Estaràs)
Castell de Ferran és un edifici del nucli de Ferran, al municipi d'Estaràs, declarat bé cultural d'interès nacional.

## Descripció
Ruïnes, dalt del poble, del tipus de casa senyorial típica dels castells de la Segarra. En l'actualitat no ens en queden restes de l'antiga fortalesa. Només el topònim del castell, al cim de la costa on s'assenta el poble recorda el seu emplaçament.

## Història

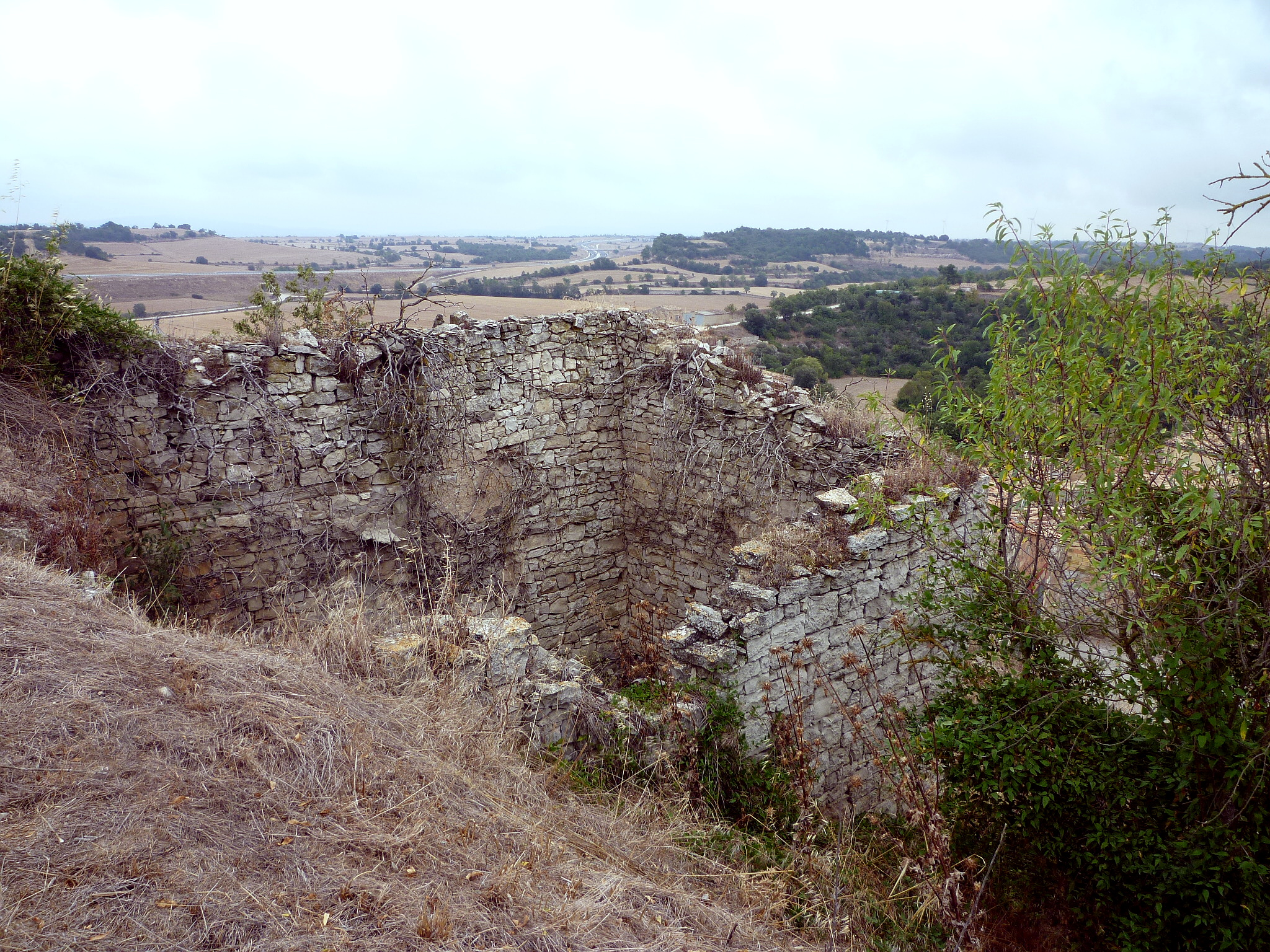
Des del castell

Formava part de la marca del comtat de Berga. Hi ha notícies del castell des de mitjan s. XI, quan els Cervera el teniem pel comte de Cerdanya. Entre 1068 i 1095 Hug Dalmau de Cervera i la seva muller van prometre al comte Guillem Ramon I de Cerdanya, ésser-li fidels tant pel castell de Ferran com per d'altres de la contrada (Malacara, Castellfollit de Riubregós). Els Cervera continuaren essent senyors del terme al s. XII, en mon del comte de Barcelona, que havia heretat el comtat de Cerdanya. En el testament de Ramon Berenguer III del 1130, el castell de Ferran consta com a domini dels comtes de Barcelona.
Durant la segona meitat del segle xiii, el terme de Ferran apareix com a domini dels vescomtes de Cardona. El 1314 Ramon Folc VI de Cardona declarà els castells i els feus del seu vescomtat i hi va incloure el castell de Ferran. El lloc de Ferran fou dels Cardona fins a l'abolició dels senyorius jurisdiccionals.